# Annapolis Royal

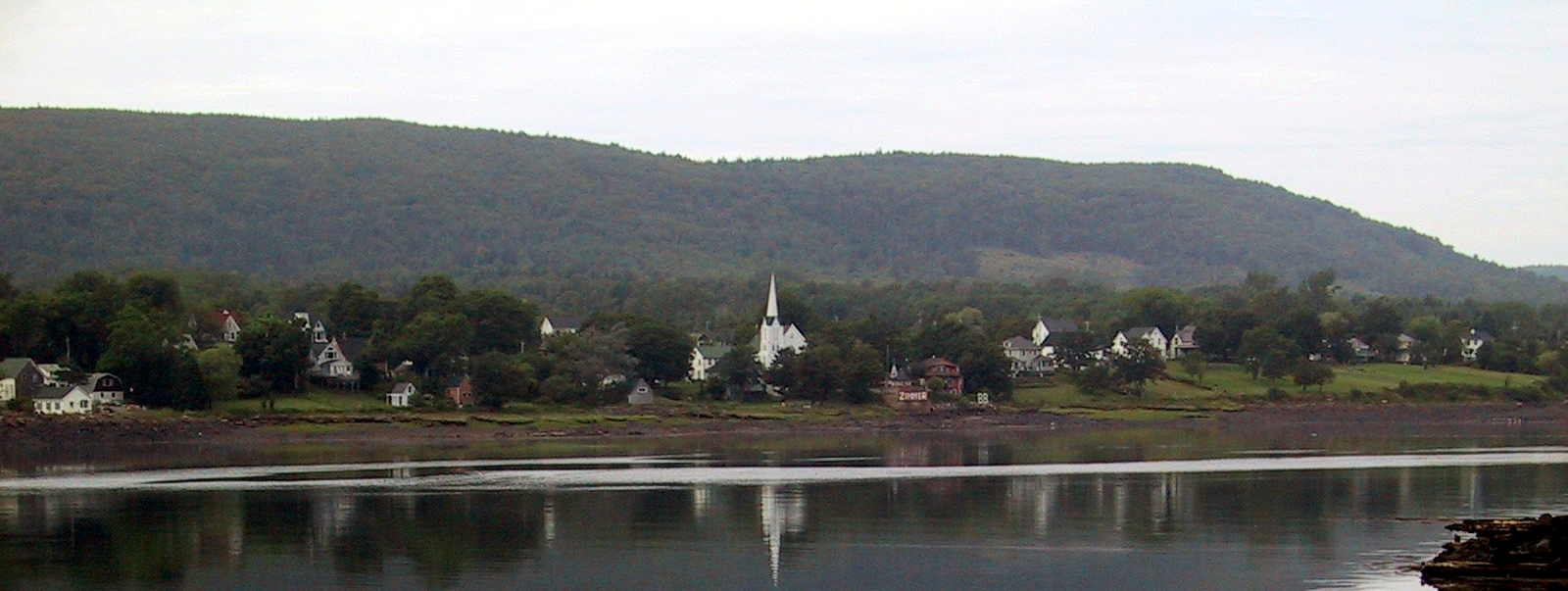
Panorama de Annapolis Royal.

Annapolis Royal  (População em 2016: 491) é uma localidade no Canadá, localizada na parte oeste do Condado de Annapolis, na Nova Escócia. Conhecida como Port-Royal para a França até ser renomeada em 1710 pela Grã-Bretanha, a cidade está localizada em uma área que acredita ter o segundo assentamento europeu contínuo mais antigo na América do Norte após St. Augustine, Flórida.